# Acianthera cabiriae
Acianthera cabiriae é uma espécie de orquídea (Orchidaceae) que existe na Costa Rica.

## Publicação e sinônimos
- Acianthera cabiriae Pupulin, G.A.Rojas & J.D.Zuñiga, Harvard Pap. Bot. 12: 160 (2007).